# Pierożki (gromada)
Pierożki – dawna gromada, czyli najmniejsza jednostka podziału terytorialnego Polskiej Rzeczypospolitej Ludowej w latach 1954–1972.
Gromady, z gromadzkimi radami narodowymi (GRN) jako organami władzy najniższego stopnia na wsi, funkcjonowały od reformy reorganizującej administrację wiejską przeprowadzonej jesienią 1954 do momentu ich zniesienia z dniem 1 stycznia 1973, tym samym wypierając organizację gminną w latach 1954–1972.
Gromadę Pierożki z siedzibą GRN w Pierożkach utworzono – jako jedną z 8759 gromad – w powiecie sokólskim w woj. białostockim, na mocy uchwały nr 22/V WRN w Białymstoku z dnia 4 października 1954. W skład jednostki weszły obszary dotychczasowych gromad Pierożki i Ostrówek ze zniesionej gminy Szudziałowo oraz gromad Grzybowszczyzna, Jurowlany i Harkawicze ze zniesionej gminy Babiki w tymże powiecie. Dla gromady ustalono 11 członków gromadzkiej rady narodowej.
1 stycznia 1958 gromadę Pierożki zniesiono, włączając jej obszar do gromad Szudziałowo (wsie Pierożki i Ostrówek), Babiki (wsie Harkawicze i Grzybowszczyzna) i Krynki (wieś Jurowlany).